# Namiestnik
Namiestnik (polnisch für Statthalter) (polnisch namiestnik Królestwa Polskiego, russisch наместник Царства Польского) war im russisch beherrschten Kongresspolen von 1815 bis 1874 der Statthalter bzw. Vizekönig des Russischen Kaisers, der zu jener Zeit den Titel König von Polen trug. Von 1874 bis 1914, als das frühere Kongresspolen als Weichselland bezeichnet wurde, wurde für den Statthalter des russischen Kaisers die Bezeichnung Generalgouverneur von Warschau (polnisch Generał-gubernator warszawski) verwendet.

## Geschichte
Das Amt des Namiestniks wurde in Artikel 3 der Verfassung des Königreichs Polen eingeführt. Der polnische Vizekönig wurde vom russischen Zaren unter Vertretern des russischen oder polnischen Adels ausgewählt, unter Ausschluss von eingebürgerten Personen. Der Namiestnik überwachte die gesamte öffentliche Verwaltung, führte den Vorsitz im Staatsrat Kongresspolens und hatte bei dessen Entscheidungen ein Vetorecht. Er konnte die meisten Führungskräfte in der Regierung (Minister, Senatoren, Oberrichter, Staatsräte, Referendare, Bischöfe und Erzbischöfe) ernennen, hatte jedoch in der Finanz- und Außenpolitik keine Kompetenzen. Im Falle einer Unfähigkeit zur Amtsausübung infolge von Rücktritt oder Tod wurden seine Aufgaben als Übergangslösung durch den Staatsratsvorsitzenden wahrgenommen.
Nach dem Januaraufstand 1863 wurde Friedrich Wilhelm Rembert von Berg der letzte Namiestnik und übte das Amt bis zu seinem Tode 1874 aus. Seine Nachfolger waren Generalgouverneure von Warschau bzw. des Militärbezirks Warschau, wurden jedoch in der internen Korrespondenz des Zarenhofes weiterhin als Namiestnik bezeichnet. Der Generalgouverneur war direkt dem Zaren unterstellt und hatte viel größere Machtbefugnisse als der Namiestnik. Er kontrollierte das gesamte Militär in der Region und konnte ohne vorherige Gerichtsverfahren Todesstrafen verhängen.

## Vizekönige in Kongresspolen
- Józef Zajączek (1815–1826)
- 1826–1831: Vakanz
- Iwan Fjodorowitsch Paskewitsch (1831–1855)
- Michail Dmitrijewitsch Gortschakow (1855 bis 3. Mai 1861)
- Nikolai Suchozanet (16. Mai 1861 bis 1. August 1861)
- Karl Karlowitsch Lambert (1861)
- Nikolai Suchozanet (11. bis 22. Oktober 1861)
- Alexander Nikolajewitsch von Lüders (November 1861 bis Juni 1862)
- Konstantin Nikolajewitsch Romanow (Juni 1862 bis 31. Oktober 1863)
- Friedrich Wilhelm Rembert von Berg (1863–1874)

## Generalgouverneure von Warschau
- Paul Demetrius von Kotzebue (1874–1880)
- Piotr Pawlowitsch Albedinsky (1880–1883)
- Josef Wladimirowitsch Gurko (1883–1894)
- Pawel Andrejewitsch Schuwalow (1894–1896)
- Alexander Konstantinowitsch Imeretinski (1896–1900)
- Michail Iwanowitsch Tschertkow (1900–1905)
- Konstantin Kladwiewitsch Maximowitsch (1905)
- Georgi Antonowitsch Skalon (1905–1914)
- Jakow Grigorjewitsch Schilinski (1914)
- Pawel Nikolajewitsch Jengalytschew (1914–1915)